# Jan Antoon Neuhuys

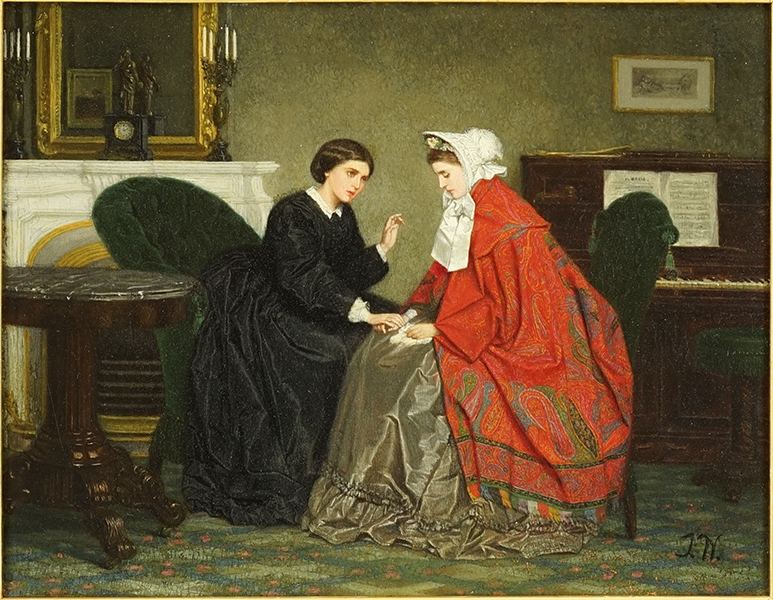
Das Vertrauen

Jan Antoon Neuhuys  (* 16. April 1832 in Haarlem; † 1. November 1891 in Antwerpen) war ein niederländischer Historien- und Genremaler.
Er war Schüler von Nicaise de Keyser und der Koninklijke Academie voor Schone Kunsten van Antwerpen. Er erhielt dort 1858 nach 4 Jahren Studium den 1. Preis.
Jan Antoon Neuhuys beschäftigte sich mit der Historien- und Genremalerei.
Er nahm an Ausstellungen in Amsterdam 1853 und 1862, Antwerpen 1861–1882 und Den Haag 1859, 1863, 1869, 1878 und 1881 teil. 
Seine Brüder Johannes Albert Neuhuys (1844–1914) und Jozef Hendrik Neuhuys (1841–1899) waren ebenfalls Maler.